# Uhrovec
Uhrovec es un municipio del distrito de Bánovce nad Bebravou en la región de Trenčín, Eslovaquia, con una población estimada a final del año 2024 de 1522 habitantes.
Se encuentra ubicado en el centro-sur de la región, cerca del río Bebrava (cuenca hidrográfica del río Danubio) y de la frontera con la región de Nitra.

## Demografía
| Año        | 1994 | 2004    | 2014    | 2024    |
| ---------- | ---- | ------- | ------- | ------- |
| Población  | 1591 | 1478    | 1510    | 1522    |
| Diferencia |      | −7,10 % | +2,16 % | +0,79 % |

| Año        | 2023 | 2024    |
| ---------- | ---- | ------- |
| Población  | 1533 | 1522    |
| Diferencia |      | −0,71 % |